# Arto Paasilinna

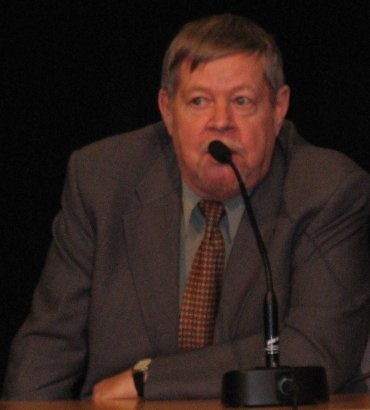
Arto Paasilinna

Arto Tapio Paasilinna (Kittilä, 20 april 1942 – Espoo, 15 oktober 2018) was een Finse schrijver van humoristische romans.

## Biografie
Hij is een zoon van Väinö Paasilinna en Hilda Maria Niva. Zijn vader werkte bij de politie en schreef daarnaast artikelen. Hij heeft vijf broers en twee zussen. Zijn broers Erno en Mauri zijn ook schrijvers. Zijn broer Reino is momenteel lid van het Europees Parlement.
Arto Paasilinna was in de jaren zestig en zeventig van de twintigste eeuw journalist voor verschillende bladen. Hij was getrouwd met Terttu Annikki Paasilinna (geboortenaam Kasper) en heeft twee zoons, Jyrki Petteri (1967 en Janne 1970. Deze zoons werden geboren uit zijn eerste huwelijk met Hilkka Onerva (geboortenaam Nousu). Hij woonde in Espoo, Finland.
Zijn eerste roman Operaatio Finlandia (Operatie Finlandia) werd in 1972 gepubliceerd. Paasilinna's romans zijn tot op heden (2008) in 45 talen vertaald. Sommige van zijn romans werden ook verfilmd, waaronder zijn meest bekende roman Jäniksen vuosi (Het jaar van de haas), in het Nederlands vertaald met de titel Haas. Daarnaast zijn er tientallen toneelbewerkingen van zijn romans gemaakt. Ook zijn er stripverhalen gemaakt, die gebaseerd zijn op Paasilinna's romans. In binnen- en buitenland zijn er tussen de 4 à 6 miljoen exemplaren van zijn romans in omloop.

### In het Fins
Fictie
35 romans sinds 1972:
- Operaatio Finlandia, 1972
- Paratiisisaaren vangit, 1974
- Jäniksen vuosi, 1975
- Onnellinen mies, 1976
- Isoisää etsimässä, 1977
- Sotahevonen, 1979
- Herranen aika, 1980
- Ulvova mylläri, 1981
- Kultainen nousukas, 1982
- Hirtettyjen kettujen metsä, 1983
- Ukkosenjumalan poika, 1984
- Parasjalkainen laivanvarustaja, 1985
- Vapahtaja Surunen, 1986
- Koikkalainen kaukaa, 1987
- Suloinen myrkynkeittäjä, 1988
- Auta armias, 1989
- Hurmaava joukkoitsemurha, 1990
- Elämä lyhyt, Rytkönen pitkä, 1991
- Maailman paras kylä, 1992
- Aatami ja Eeva, 1993
- Volomari Volotisen ensimmäinen vaimo ja muuta vanhaa tavaraa, 1994
- Rovasti Huuskosen petomainen miespalvelija, 1995
- Lentävä kirvesmies, 1996
- Tuomiopäivän aurinko nousee, 1997
- Hirttämättömien lurjusten yrttitarha, 1998
- Hirnuva maailmanloppu, 1999
- Ihmiskunnan loppulaukka, 2000
- Kymmenen riivinrautaa, 2001
- Liikemies Liljeroosin ilmalaivat, 2003
- Tohelo suojelusenkeli, 2004
- Suomalainen kärsäkirja, 2005
- Kylmät hermot, kuuma veri, 2006
- Rietas rukousmylly', 2007
- Neitosten karkuretki, 2008
- Elävänä omissa hautajaisissa, 2009

Non-fictie
Andere boeken zijn:
- 1964. Karhunkaataja Ikä-Alpi – Over de Finse berenjacht (eerste boek)
- 1971. Kansallinen vieraskirja, graffiitti eli vessakirjoituksia – Over Finse toiletgraffiti
- 1984. Seitsemän saunahullua suomalaista – Over de Finse sauna
- 1986. Kymmenen tuhatta vuotta – Over de Finse geschiedenis
- 1998. Hankien tarinoita – Over de Finse skisport
- 2002. Yhdeksän unelmaa – Autobiografie
- 2003. Sadan vuoden savotta – Over Finse loggen

### In het Nederlands
Fictie
- Haas 1993 (Jäniksen vuosi vertaling Maarten Tengbergen)
- De huilende molenaar 2001 (Ulvova mylläri vertaling Annemarie Raas)
- De gifkokkin 2002 (Suloinen myrkynkeittäjä vertaling Annemarie Raas)
- De zelfmoordclub 2004 (Hurmaava joukkoitsemurha vertaling Annemarie Raas)
- Wees genadig 2005 (Auta armias vertaling Annemarie Raas)
- De tien minnaressen 2007 (Kymmenen riivinrautaa vertaling Annemarie Raas)
- De zomer van de vrolijke stieren 2009 ("Elämä lyhyt, Rytkönen pitkä" vertaling Annemarie Raas)
- Helse eendjes 2012 (Hirttämättömien lurjusten yrttitarha vertaling Annemarie Raas)

- Bibsys: 90164485
- Biblioteca Nacional de Chile: 000617187
- Biblioteca Nacional de España: XX1339375
- Bibliothèque nationale de France: cb121226543 (data)
- Catàleg d'autoritats de noms i títols de Catalunya: 981058510232506706
- Gemeinsame Normdatei: 120894807
- International Standard Name Identifier: 0000 0001 0921 6121
- Library of Congress Control Number: n79036949
- Nationale Bibliotheek van Letland: 000001127
- MusicBrainz: 3e22c9c9-fb79-4ba1-9eaf-f384e8363e4e
- Bibliotheek van het Japanse parlement: 00690932
- Nationale Bibliotheek van Tsjechië: xx0025237
- Nationale bibliotheek van Australië: 35765160
- Nationale Bibliotheek van Israël: 987007308004305171
- Nationale en Universitaire bibliotheek Zagreb: 000181547
- Nederlandse Thesaurus van Auteursnamen: 070400806
- Réseau des bibliothèques de Suisse occidentale: 02-A003663531
- Istituto Centrale per il Catalogo Unico: RAVV087648
- LIBRIS: 219715
- Système universitaire de documentation: 029644941
- Trove: 1077168
- Virtual International Authority File: 85458095
- WorldCat: E39PBJd89m6QYQPjhxqtvkpMfq